# Calle Santa
La calle Santa es una vía pública de la ciudad española de Segovia.

## Descripción

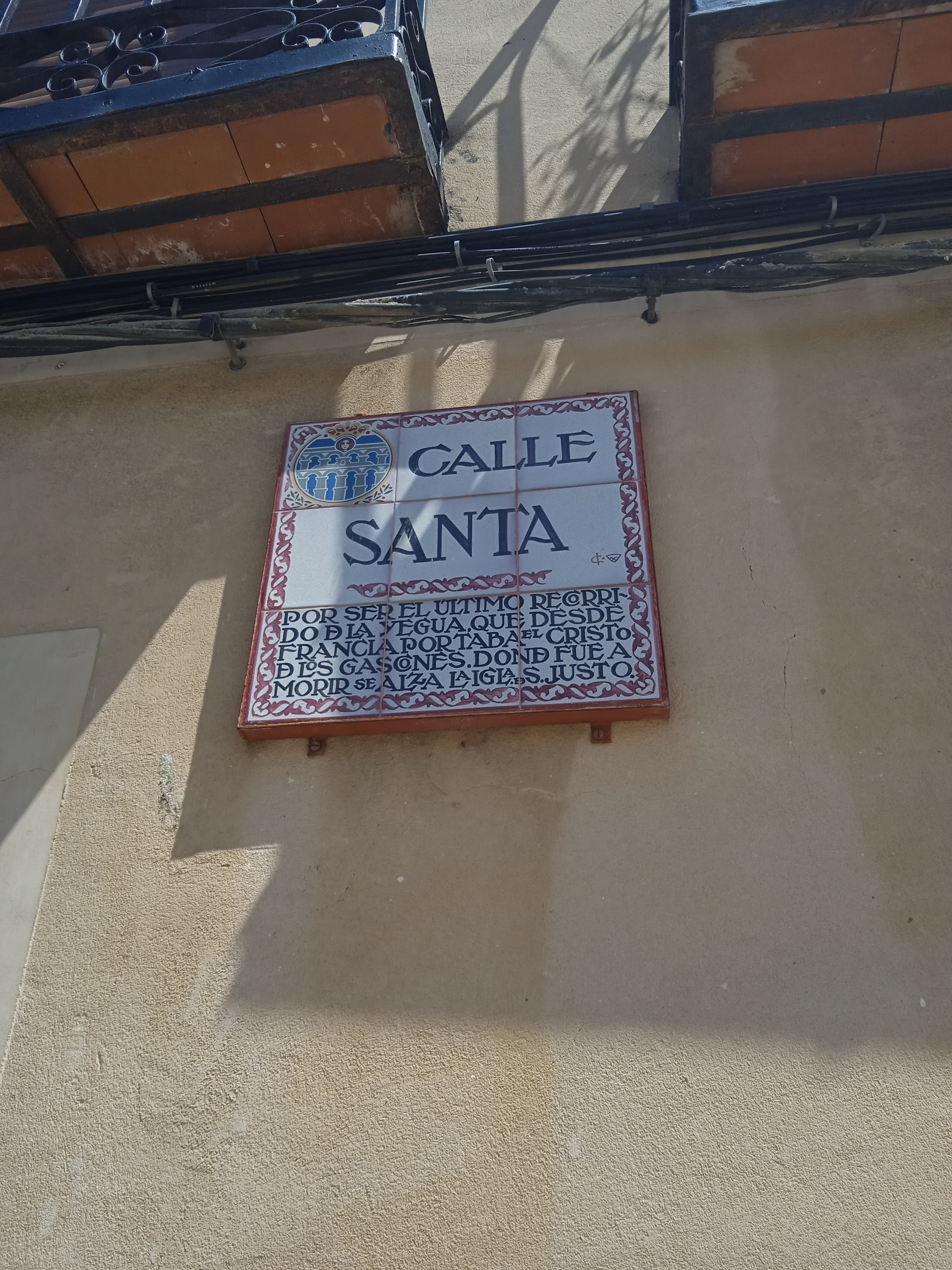
Placa de la calle Santa

La calle une la plaza de San Justo con la del Salvador. Aparece descrita en Las calles de Segovia (1918) de Mariano Sáez y Romero con las siguientes palabras:

Santa.—Va esta calle desde la plazuela de San Justo a la del Salvador. Su nombre es debido a ser esta calle el sitio por donde llegó a la iglesia de San Justo la yegua que desde la frontera francesa traía la santa imagen del Cristo yacente, y que depositó a la entrada de la iglesia, y se venera en una especial capilla dedicada a su culto.
(Sáez y Romero, 1918, p. 172)